# Back to Stage
Back to Stage è il settimo album in studio del cantante, produttore e compositore sudcoreano J.Y. Park, pubblicato il 16 novembre 2007 sotto l'etichetta JYP Entertainment. L'album segna il ritorno di J.Y. Park come interprete dopo anni di assenza dal panorama musicale come cantante, durante i quali si era concentrato sulla produzione musicale e sulla gestione della sua etichetta discografica. 

## Descrizione
Back to Stage contiene 12 tracce e vede la partecipazione di artisti di spicco della scena musicale sudcoreana, tra cui Bobby Kim, il duo hip-hop Dynamic Duo, la cantante Yoon Mi-rae e Sunye, ex membro delle Wonder Girls. L'album combina elementi di k-pop, R&B e pop contemporaneo, arricchiti dalla qualità delle collaborazioni e dalla produzione internazionale.
La traccia principale, The House You Live In, è stata composta e tenuta in lavorazione per quattro anni prima della pubblicazione. Il brano racconta una storia malinconica su un uomo che osserva, con rimpianto, la donna che amava vivere una nuova vita felice con la sua famiglia. Questa canzone, insieme ad altre tracce come Kiss e Single, ha ricevuto una produzione di alto livello, con professionisti come John Frye (noto per il suo lavoro con OutKast e Usher) e Brian Stanley, che ha collaborato con Chris Brown per il mixaggio.

## Tracce
1. Kiss - 3:31
2. The House You Live In - 3:48
3. Your Woman - 3:11
4. Delicious (Your Lips) (feat. Sunye) - 3:35
5. Single - 3:46
6. Blues of a Clown - 3:37
7. Actually - 3:31
8. I'm Going Back - 4:18
9. I Like a Woman Like This - 4:38
10. Dangerous Play - 3:20
11. Criss Cross feat. Lim Jeong-hee - 4:03
12. Farewell at Broad Daylight - 4:32[3]

## Produzione e ricezione
Back to Stage ha ricevuto un'accoglienza positiva sia dal pubblico che dalla critica, che hanno lodato la qualità delle tracce e la capacità di J.Y. Park di combinare elementi tradizionali della musica coreana con sonorità internazionali. L'album rappresenta una delle pietre miliari nella carriera di J.Y. Park, consolidando ulteriormente la sua reputazione come uno dei maggiori innovatori della musica pop asiatica